# Adoxophyes fasciata
Adoxophyes fasciata es una especie de polilla del género Adoxophyes, tribu Archipini, subfamilia Tortricinae.

## Distribución
Se distribuye por Japón.

## Taxonomía
Fue descrita por Walsingham en 1900 y publicada en Annals and Magazine of Natural History (7)5: 482.